# 桜江町
桜江町（さくらえちょう）は、かつて島根県の中央部に存在した町。邑智郡に属した。
2004年、江津市に編入され消滅した。

## 河川・山岳

### 河川
- 江の川

## 地名の由来
古代の地名「桜井郷」＋「江」の川より。「桜井」は、「迫らゐ」の変化したもので、（河谷に立地する）丘陵地の間の田、あるいは井戸や泉のあるところだと言われている。

## 歴史
中世に、朝鮮半島への貿易で桜井津（さくらいの つ）が繁栄した。
- 1954年（昭和29年）
  - 4月1日 - 長谷村・市山村・川戸村・谷住郷村・川越村が合併して桜江村が発足。
  - 10月1日 - 大字清見および井尻の一部が江津市に編入。大字八戸の一部が那賀郡今市村・木田村・和田村・都川村と合併して那賀郡旭村が発足。
- 1956年（昭和31年）1月1日 - 桜江村が町制施行して桜江町となる。
- 2004年（平成16年）10月1日 - 江津市に編入。

## 教育

### 保育園
- 桜江町立市山保育所
- 桜江町立川戸保育所
- 桜江町立谷住郷保育所

### 小学校
- 桜江町立桜江小学校
- 桜江町立長谷小学校（廃校）

### 中学校
- 桜江町立桜江中学校

現在は桜江町立のものは江津市立となっている。

## 交通

### 鉄道
- 三江線:川戸駅、田津駅、石見川越駅、鹿賀駅…この中で中心となるのは、「川戸駅」であった。

### 高速道路
町内を走る高速道路はない。

### 国道
- 国道261号

### 県道
- 主要地方道
  - 島根県道41号桜江金城線
  - 島根県道46号大田桜江線
- 一般県道
  - 島根県道112号三次江津線
  - 島根県道295号日貫川本線
  - 島根県道297号皆井田江津線
  - 島根県道329号桜江旭インター線

## 観光
- 甘南備寺（かんなびじ） - 櫨匂威鎧残闕文（はじにおいよろいざんけつ）（重要文化材）を所蔵。
- 千丈滝（せんじょうのたき）（名勝）
- 大元神楽（おおもとかぐら）（重要無形民俗文化材）